# Riudarenes
Riudarenes è un comune spagnolo di 1 281 abitanti situato nella comunità autonoma della Catalogna.